# Štravberk
Štravberk je naselje v Občini Novo mesto. V naselju je stal grad, od katerega je danes delno vidno še obzidje in obrambni jarki.